# Andraé Crouch
Andraé Edward Crouch (1 de juliol de 1942 - 8 de gener de 2015) va ser un cantant, compositor, arranjador, productor discogràfic i pastor gòspel estatunidenc. Referit com "el pare de la música gòspel moderna" per professionals de la música gòspel i la música cristiana contemporània, Crouch va ser conegut per les seves composicions "The Blood Will Never Lose Its Power", "My Tribute (To God Be the Glory)" i "Soon and Very Soon". En música secular, se li va conèixer pel seu treballs col·laboratius durant les dècades dels anys 1980 i 1990, amb artistes com Stevie Wonder, Elton John i Quincy Jones, així com per conduir els cors que van cantar en l'èxit de Michael Jackson "Man in the Mirror" i el tema "Like a Prayer" de Madonna. Crouch era conegut pel seu talent per incorporar estils de música secular contemporània en la música gòspel amb la qual va créixer. Els seus esforços en aquesta àrea van ser d'ajuda per obrir el camí a les versions primerenques de música contemporània cristiana dels Estats Units durant les dècades de 1960 i 1970.
Les pel·lícules El color púrpura i The Lion King i la sèrie de televisió Amen de la cadena NBC van presentar arranjaments musicals originals de Crouch. Alguns premis rebuts per ell inclouen set premis Grammy, haver estat afegit al Saló de la Fama del Gòspel el 1998 i haver rebut un estel en el Passeig de la Fama de Hollywood en 2004.

## Discografia

### Andraé Crouch and The Disciples
- 1969: Take the Message Everywhere (Light)
- 1971: Keep on Singin' (Light)
- 1972: Soulfully (Light)
- 1973: Live at Carnegie Vestíbul (Light)
- 1975: Take Me Back (Light)
- 1976: This Is Another Day (Light)
- 1978: Live in London (Light)

### Enregistraments com a solista
- 1973: Just Andrae (Light)
- 1979: I'll Be Thinking of You (Light)
- 1981: Don't Give Up (Warner Bros.)
- 1982: Finally (Light)
- 1984: No Time to Lose (Light)
- 1986: Autograph (Light)
- 1994: Mercy (Qwest)
- 1997: Pray (Qwest)
- 1998: Gift of Christmas (Qwest)
- 2006: Mighty Wind (Verity)
- 2011: The Journey (Riverphlo Entertainment)
- 2013: Live in Los Angeles